# Louis Hista
Louis Alfred Joseph Hista (Aire-sur-la-Lys, 5 janvier 1851 – Paris 10e, 9 mars 1934), est un peintre français.

## Biographie
Né à Aire-sur-la-Lys dans le Pas-de-Calais, il est le fils d'un marchand de bois, Jean Baptiste Louis Joseph Hista et de Mathilde Marie Victoire Jomin.
Il se marie avec Marie Crégut. De cette union naît : Robert (1880-1932), également peintre mais surtout connu comme acteur sous le nom de Robert Hasti, et Jeanne (née en 1884) épouse de l'architecte et décorateur Albert Barberis (1879-1944).
En 1874, Louis Hista est l'élève de Pierre-Victor Galland (1822-1892) à l'École des beaux-arts de Paris, et de M. Rey.
Par arrêté préfectoral du 6 février 1883, avec effet au 1er janvier, il est nommé professeur de compositions décoratives du cours supérieur de dessin de l'école des garçons du boulevard du Montparnasse à Paris. Peintre et aquarelliste, il enseigne l'histoire des styles et la composition décorative à l'École nationale de la céramique afin de former les artistes de la Manufacture nationale de Sèvres de 1894 à 1920. Il enseigna également à l'École Bernard Palissy, où il eut entre autres Léon Fort comme élève. Il a conçu des décorations en mosaïque pour le Grand Palais à Paris en 1897.
Voyageur infatigable ayant parcouru la France et une grande partie de l'Europe, il demeura au no 18 rue de Chabrol à Paris.
En 1909, il est chargé de composer le diplôme d'honneur de la Société des Rosati et, en 1930, il est lui-même nommé Rosati d'honneur.
Il prend sa retraite en 1920.
Louis Hista meurt à son domicile du 10e arrondissement de Paris le 9 mars 1934.

## Œuvres dans les collections publiques
- Charenton-le-Pont, médiathèque de l'architecture et du patrimoine : fonds de dessins aquarellés du relevé de la décoration des voûtes de la chapelle du château de Saint-Germain-en-Laye par Aubin Vouet (1595-1641), 1885[5]
- Nîmes, cathédrale Notre-Dame-et-Saint-Castor : décorations ;
- Paris :
  - Collège de France : voûte de la galerie portique en style pompéien, 1891, en collaboration avec Léon-Pierre-Urbain Bourgeois (1842-1911) ;
  - Grand Palais : décorations en mosaïques ;
  - musée Carnavalet : Centenaire de la proclamation de la République en 1892, huile sur toile ;
- Saint-Germain-en-Laye : hôtel de ville : décorations, 1842.

## Expositions
- Exposition universelle de 1900

## Élèves
- Léon Fort (1870-1965)
- Vincent Lorant-Heilbronn

## Décorations
Chevalier de la Légion d'honneur (Décret du 8 juillet 1877)
 Chevalier de l'ordre des Palmes académiques.